# 新西浜町
新西浜町（しんにしはまちょう）は、愛知県豊橋市の地名。

## 地理
豊橋市北西部に位置する。東は梅薮町、西から南は三河湾、北は豊川市御津町安礼の崎、御津町佐脇浜に接する。

## 歴史

### 沿革
- 1980年（昭和55年） - 公有地水面埋立地により豊橋市新西浜町が成立[2]。

## 施設
- 豊川浄化センター[1]

### WEB
1. ↑  “愛知県豊橋市の町丁・字一覧”.   人口統計ラボ. 2023年4月13日閲覧。
2. ↑  総務省統計局 (2017年1月27日). “平成27年国勢調査の調査結果(e-Stat) - 男女別人口及び世帯数 －町丁・字等” (CSV). 2021年7月21日閲覧。
3. ↑  “愛知県豊橋市の郵便番号一覧”.   日本郵便. 2023年4月13日閲覧。
4. ↑  “市外局番の一覧” (PDF).   総務省 (2022年3月1日). 2022年3月22日閲覧。

### 書籍
1. 1 2 3  「角川日本地名大辞典」編纂委員会 1989, p. 1788.
2. ↑  「角川日本地名大辞典」編纂委員会 1989, p. 712.